# Colonia Tello los Tizates
Colonia Tello los Tizates är en ort i Mexiko.   Den ligger i kommunen Hidalgo och delstaten Michoacán de Ocampo, i den södra delen av landet, 150 km väster om huvudstaden Mexico City. Colonia Tello los Tizates ligger 2 082 meter över havet och antalet invånare är 115.
Terrängen runt Colonia Tello los Tizates är kuperad. Runt Colonia Tello los Tizates är det ganska tätbefolkat, med 90 invånare per kvadratkilometer. Närmaste större samhälle är Ciudad Hidalgo, 1,9 km norr om Colonia Tello los Tizates. I omgivningarna runt Colonia Tello los Tizates växer huvudsakligen savannskog.